# Uwikłany
Uwikłany – amerykański thriller z 2000 roku.

## Główne role
- Ben Affleck - Rudy Duncan
- James Frain - Nick
- Isaac Hayes - Zook
- Charlize Theron - Ashley
- Clarence Williams III - Merlin
- Donal Logue - Pug
- Danny Trejo - Jumpy
- Gary Sinise - Gabriel
- Dennis Farina - Jack Bangs

## Fabuła
Rudy Duncan siedzi w więzieniu za kradzież samochodu. Jego sąsiadem z celi jest Nick. Ten od dłuższego czasu pisze do Ashley, z którą zamierza się spotkać po wyjściu. Niestety, Nick dwa dni przed zakończeniem odsiadki zostaje zamordowany. Rudy po wyjściu spotyka się z Ashley podając się za Nicka. Spędzają ze sobą kilka wspólnych chwil, ale pojawia się brat Ashley - niezrównoważony Gabriel. Ten chce, żeby Rudy pomógł mu w napadzie na kasyno, w którym pracował Nick.